# BAFTA al miglior sonoro
Il BAFTA al miglior sonoro è un premio annuale, promosso dal BAFTA a partire dal 1969.
Il premio è attribuito alle pellicole prodotte nell'anno precedente. L'albo d'oro è pertanto riferito all'anno di produzione della pellicola.

## Albo d'oro

### Anni 1960
- 1969
  - Winston Ryder - 2001: Odissea nello spazio (2001: A Space Odyssey)
  - Simon Kaye - I seicento di Balaklava (The Charge of the Light Brigade)
  - Jirí Pavlik - Treni strettamente sorvegliati (Ostře sledované vlaky)
  - Chris Greenham - Il leone d'inverno (The Lion in Winter)
  - John Cox and Bob Jones - Oliver!

### Anni 1970
- 1970
  - Don Challis, Simon Kaye – Oh, che bella guerra! (Oh! What a Lovely War)
  - Teddy Mason, Jim Shields – I lunghi giorni delle aquile (Battle of Britain)
  - Terry Rawlings – Donne in amore (Women in Love)
  - Terry Rawlings – Isadora
  - Ed Scheid – Bullitt
- 1971
  - Don Hall, David Dockendorf, William Edmondson – Butch Cassidy (Butch Cassidy and the Sundance Kid)
  - Don Hall, David Dockendorf, Bernard Freericks – M*A*S*H
  - Don Hall, Douglas O. Williams, Don J. Bassman – Patton, generale d'acciaio (Patton)
  - Winston Ryder, Gordon K. McCallum – La figlia di Ryan (Ryan's Daughter)
- 1972
  - Vittorio Trentino, Giuseppe Muratori – Morte a Venezia
  - David Campling, Simon Kaye, Gerry Humphreys – Domenica, maledetta domenica (Sunday Bloody Sunday)
  - Garth Craven, Peter Handford, Hugh Strain – Messaggero d'amore (The Go-Between)
  - Les Wiggins, David Hildyard, Gordon K. McCallum – Il violinista sul tetto (Fiddler on the Roof)
- 1973
  - David Hildyard, Robert Knudson, Arthur Piantadosi – Cabaret
  - Jim Atkinson, Walter Goss, Doug E. Turner – Un tranquillo weekend di paura (Deliverance)
  - Brian Blamey, John Jordan, Bill Rowe – Arancia meccanica (A Clockwork Orange)
  - Christopher Newman, Theodore Soderberg – Il braccio violento della legge (The French Connection)
- 1974
  - Les Wiggins, Gordon K. McCallum, Keith Grant – Jesus Christ Superstar
  - Rodney Holland, Peter Davies, Bob Jones – A Venezia... un dicembre rosso shocking (Don't Look Now)
  - Nicholas Stevenson, Bob Allen – Il giorno dello sciacallo (The Day of the Jackal)
  - Guy Villette, Luis Buñuel – Il fascino discreto della borghesia (Le charme discret de la bourgeoisie)
- 1975
  - Art Rochester, Nathan Boxer, Michael Evje, Walter Murch – La conversazione (The Conversation)
  - Melvin M. Metcalfe Sr., Ronald Pierce – Terremoto (Earthquake)
  - Christopher Newman, Jean-Louis Ducarme, Robert Knudson, Fred J. Brown, Bob Fine, Ross Taylor, Ron Nagle, Doc Siegel, Gonzalo Gavira, Hal Landaker – L'esorcista (The Exorcist)
  - Alan Soames, Rydal Love, Michael Crouch, John W. Mitchell, Gordon K. McCallum – Gold - Il segno del potere (Gold)
- 1976
  - William A. Sawyer, James E. Webb, Chris McLaughlin, Richard Portman – Nashville
  - Jack Fitzstephens, Richard P. Cirincione, Sanford Rackow, Stephen A. Rotter, James Sabat, Dick Vorisek – Quel pomeriggio di un giorno da cani (Dog Day Afternoon)
  - Les Wiggins, Archie Ludski, Derek Ball, Gordon K. McCallum – Rollerball
  - John R. Carter, Robert L. Hoyt – Lo squalo (Jaws)
- 1977
  - Les Wiggins, Clive Winter, Ken Barker – Piccoli gangsters (Bugsy Malone)
  - Greg Bell, Don Connolly – Picnic ad Hanging Rock (Picnic at Hanging Rock)
  - Milton C. Burrow, James E. Webb, Les Fresholtz, Arthur Piantadosi, Rick Alexander – Tutti gli uomini del presidente (All the President's Men)
  - Mary McGlone, Robert R. Rutledge, Veronica Selver, Larry Jost, Mark Berger – Qualcuno volò sul nido del cuculo (One Flew Over the Cuckoo's Nest)
- 1978
  - Peter Horrocks, Gerry Humphreys, Simon Kaye, Robin O'Donoghue, Les Wiggins – Quell'ultimo ponte (A Bridge Too Far)
  - Jack Fitzstephens, Marc Laub, Sanford Rackow, James Sabat, Dick Vorisek – Quinto potere (Network)
  - Robert Glass, Robert Knudson, Marvin I. Kosberg, Tom Overton, Josef von Stroheim, Dan Wallin – È nata una stella (A Star Is Born)
  - Kay Rose, Michael Colgan, James Fritch, Larry Jost, Richard Portman – New York, New York
- 1979
  - Sam Shaw, Robert R. Rutledge, Gordon Davidson, Gene Corso, Derek Ball, Don MacDougall, Bob Minkler, Ray West, Michael Minkler, Les Fresholtz, Richard Portman, Ben Burtt – Guerre stellari (Star Wars / Star Wars Episode IV: A New Hope)
  - Michael Colgan, Les Lazarowitz, John Wilkinson, Robert W. Glass Jr., John T. Reitz – La febbre del sabato sera (Saturday Night Fever)
  - Gene S. Cantamessa, Robert Knudson, Don MacDougall, Robert Glass, Stephen Katz, Frank E. Warner, Richard Oswald, David M. Horton, Sam Gemette, Gary S. Gerlich, Chester Slomka, Neil Burrow – Incontri ravvicinati del terzo tipo (Close Encounters of the Third Kind)
  - Chris Greenham, Gordon K. McCallum, Peter Pennell, Mike Hopkins, Pat Foster, Stan Fiferman, John Foster, Roy Charman, Norman Bolland, Brian Marshall, Charles Schmitz, Richard Raguse, Chris Large – Superman

### Anni 1980
- 1980
  - Derrick Leather, Jim Shields, Bill Rowe – Alien
  - Nathan Boxer, Richard P. Cirincione, Walter Murch – Apocalypse Now
  - C. Darin Knight, James J. Klinger, Richard Portman – Il cacciatore (The Deer Hunter)
- 1981
  - Christopher Newman, Les Wiggins, Michael J. Kohut – Saranno famosi (Fame)
  - Maurice Schell, Christopher Newman, Dick Vorisek – All That Jazz - Lo spettacolo comincia (All That Jazz)
  - Jean-Louis Ducarme, Jacques Maumont, Michelle Nenny – Don Giovanni
  - Peter Sutton, Ben Burtt, Bill Varney – L'Impero colpisce ancora (The Empire Strikes Back / Star Wars: Episode V - The Empire Strikes Back)
  - James E. Webb, Chris McLaughlin, Kay Rose, Theodore Soderberg – The Rose
- 1982
  - Don Sharpe, Ivan Sharrock, Bill Rowe – La donna del tenente francese (The French Lieutenant's Woman)
  - Clive Winter, Bill Rowe, Jim Shields – Momenti di gloria (Chariots of Fire)
  - Roy Charman, Ben Burtt, Bill Varney – I predatori dell'arca perduta (Raiders of the Lost Ark)
  - Gordon Ecker, James R. Alexander, Richard Portman, Roger Heman Jr. – La ragazza di Nashville (Coal Miner's Daughter)
- 1983
  - James Guthrie, Eddy Joseph, Clive Winter, Graham V. Hartstone, Nicolas Le Messurier – Pink Floyd The Wall
  - Peter Pennell, Bud Alper, Graham V. Hartstone, Gerry Humphreys – Blade Runner
  - Charles L. Campbell, Gene S. Cantamessa, Robert Knudson, Robert Glass, Don Digirolamo – E.T. l'extra-terrestre (E.T. the Extra-Terrestrial)
  - Jonathan Bates, Simon Kaye, Gerry Humphreys, Robin O'Donoghue – Gandhi
- 1984
  - Willie D. Burton, Michael J. Kohut, William L. Manger – Wargames - Giochi di guerra (WarGames)
  - James E. Webb, Robert Knudson, Robert Glass, Don Digirolamo – Flashdance
  - Ben Burtt, Tony Dawe, Gary Summers – Il ritorno dello Jedi (Return of the Jedi / Star Wars: Episode VI - Return of the Jedi)
  - Cesare D'Amico, Jean-Louis Ducarme, Claude Villand, Federico Savina – La traviata
- 1985
  - Bill Rowe, Ian Fuller, Clive Winter – Urla del silenzio (The Killing Fields)
  - Carlos Faruolo, Alfonso Marcos, Antonio Illan – Carmen Story (Carmen)
  - Ivan Sharrock, Gordon K McCallum, Les Wiggins, Roy Baker – Greystoke - La leggenda di Tarzan, il signore delle scimmie (Greystoke: The Legend of Tarzan, Lord of the Apes)
  - Ben Burtt, Simon Kaye, Laurel Ladevich – Indiana Jones e il tempio maledetto (Indiana Jones and the Temple of Doom)
- 1986
  - John Nutt, Christopher Newman, Mark Berger – Amadeus
  - Jonathan Bates, Christopher Newman, Gerry Humphreys – Chorus Line (A Chorus Line)
  - Edward Beyer, Jack C. Jacobsen, David Carroll – Cotton Club (The Cotton Club)
  - Hugues Darmois, Harald Maury, Dominique Hennequin, Bernard Leroux – Carmen
- 1987
  - Tom McCarthy Jr., Peter Handford e Chris Jenkins – La mia Africa (Out of Africa)
  - Ian Fuller, Bill Rowe, Clive Winter – Mission (The Mission)
  - Tony Lenny, Ray Beckett, Richard King – Camera con vista (A Room with a View)
  - Don Sharpe, Roy Charman, Graham V. Hartstone – Aliens - Scontro finale (Aliens)
- 1988
  - Jonathan Bates, Simon Kaye, Gerry Humphreys – Grido di libertà (Cry Freedom)
  - Ron Davis, Peter Handford, John Hayward – Anni '40 (Hope and Glory)
  - Nigel Galt, Edward Tise, Andy Nelson – Full Metal Jacket
  - Robert Hein, James Sabat, Lee Dichter – Radio Days
- 1989
  - Charles L. Campbell, Louis L. Edemann, Robert Knudson, Tony Dawe – L'impero del sole (Empire of the Sun)
  - Alan Robert Murray, Robert G. Henderson, Willie D. Burton, Les Fresholtz – Bird
  - Bill Phillips, Clive Winter, Terry Porter – Good Morning, Vietnam
  - Ivan Sharrock, Bill Rowe, Les Wiggins – L'ultimo imperatore (The Last Emperor)

### Anni 1990
- 1990
  - Bill Phillips, Danny Michael, Robert J. Litt, Elliot Tyson, Rick Kline – Mississippi Burning - Le radici dell'odio (Mississippi Burning)
  - Richard Hymns, Tony Dawe, Ben Burtt, Gary Summers, Shawn Murphy – Indiana Jones e l'ultima crociata (Indiana Jones and the Last Crusade)
  - Don Sharpe, Tony Dawe, Bill Rowe – Batman
  - Campbell Askew, David Crozier, Robin O'Donoghue – Enrico V (Henry V)
- 1991
  - J. Paul Huntsman, Stephan von Hase, Chris Jenkins, Gary Alexander e Doug Hemphill – I favolosi Baker (The Fabulous Baker Boys)
  - Cecilia Häll, George Watters II, Richard Bryce Goodman, Don J. Bassman – Caccia a Ottobre Rosso (The Hunt for Red October)
  - Dennis Drummond, Thomas Causey, Chris Jenkins, David E. Campbell, Doug Hemphill – Dick Tracy
  - Randy Thom, Richard Hymns, Jon Huck, David Parker – Cuore selvaggio (Wild at Heart)
- 1992
  - Lee Orloff, Tom Johnson, Gary Rydstrom, Gary Summers – Terminator 2 - Il giorno del giudizio (Terminator 2: Judgment Day)
  - Skip Lievsay, Christopher Newman, Tom Fleischman – Il silenzio degli innocenti (The Silence of the Lambs)
  - Jeffrey Perkins, Bill W. Benton, Gregory H. Watkins, Russell Williams II – Balla coi lupi (Dances with Wolves)
  - Clive Winter, Eddy Joseph, Andy Nelson, Tom Perry, Steve Pederson – The Commitments
- 1993
  - Tod A. Maitland, Wylie Stateman, Michael D. Wilhoit, Michael Minkler, Gregg Landaker – JFK - Un caso ancora aperto (JFK)
  - Antony Gray, Ben Osmo, Roger Savage, Ian McLoughlin, Phil Judd – Ballroom - Gara di ballo (Strictly Ballroom)
  - Simon Kaye, Lon Bender, Larry Kemp, Paul Massey, Doug Hemphill, Mark Smith, Chris Jenkins – L'ultimo dei Mohicani (The Last of the Mohicans)
  - Alan Robert Murray, Walter Newman, Rob Young, Les Fresholtz, Vern Poore, Rick Alexander – Gli spietati (Unforgiven)
- 1994
  - John Leveque, Bruce Stambler, Becky Sullivan, Scott D. Smith, Donald O. Mitchell, Michael Herbick, Frank A. Montaño – Il fuggitivo (The Fugitive)
  - Richard Hymns, Ron Judkins, Gary Summers, Gary Rydstrom, Shawn Murphy – Jurassic Park
  - Lee Smith, Tony Johnson, Gethin Creagh – Lezioni di piano (The Piano)
  - Charles L. Campbell, Louis L. Edemann, Robert Jackson, Ron Judkins, Andy Nelson, Steve Pederson, Scott Millan – Schindler's List - La lista di Schindler (Schindler's List)
- 1995
  - Stephen Hunter Flick, Gregg Landaker, Steve Maslow, Bob Beemer e David MacMillan - Speed
  - Glenn Freemantle, Chris Munro e Robin O'Donoghue - Backbeat - Tutti hanno bisogno di amore (Backbeat)
  - Terry Porter, Mel Metcalfe, David J. Hudson e Doc Kane - Il re leone (The Lion King)
  - Stephen Hunter Flick, Ken King, Rick Ash e Dean A. Zupancic - Pulp Fiction
- 1996
  - Per Hallberg, Lon Bender, Brian Simmons, Andy Nelson, Scott Millan e Anna Behlmer - Braveheart - Cuore impavido (Braveheart)
  - David MacMillan, Rick Dior, Scott Millan e Steve Pederson - Apollo 13
  - Jim Shields, David John, Graham V. Hartstone, John Hayward eMichael A. Carter - GoldenEye
  - Christopher Ackland, David Crozier e Robin O'Donoghue - La pazzia di Re Giorgio (The Madness of King George)
- 1997
  - Jim Greenhorn, Toivo Lember, Livia Ruzic, Roger Savage, Gareth Vanderhope - Shine
  - Anna Behlmer, Eddy Joseph, Andy Nelson, Ken Weston, Nigel Wright - Evita
  - Bob Beemer, Bill W. Benton, Chris Carpenter, Sandy Gendler, Val Kuklowsky, Jeff Wexler - Independence Day
  - Mark Berger, Pat Jackson, Walter Murch, Christopher Newman, David Parker, Ivan Sharrock - Il paziente inglese (The English Patient)
- 1998
  - Terry Rodman, Roland N. Thai, Kirk Francis, Andy Nelson, Anna Behlmer, John Leveque - L.A. Confidential
  - Alistair Crocker, Adrian Rhodes, Ian Wilson - Full Monty - Squattrinati organizzati (The Full Monty)
  - Gareth Vanderhope, Rob Young, Roger Savage - Romeo + Giulietta di William Shakespeare (William Shakespeare's Romeo + Juliet)
  - Gary Rydstrom, Tom Johnson, Gary Summers, Mark Ulano - Titanic
- 1999
  - Gary Rydstrom, Ronald Judkins, Gary Summers, Andy Nelson, Richard Hymns - Salvate il soldato Ryan (Saving Private Ryan)
  - Nigel Heath, Julian Slater, David Crozier, Ray Merrin, Graham Daniel - Hilary and Jackie
  - Peter Lindsay, Rodney Glenn, Ray Merrin, Graham Daniel - Little Voice - È nata una stella (Little Voice)
  - Peter Glossop, John Downer, Robin O'Donoghue, Dominic Lester - Shakespeare in Love

### Anni 2000
- 2001
  - Jeff Wexler, Doug Hemphill, Rick Kline, Paul Massey, Michael D. Wilhoit - Quasi famosi (Almost Famous)
  - Mark Holding, Mike Prestwood Smith, Zane Hayward - Billy Elliot
  - Ken Weston, Scott Millan, Bob Beemer, Per Hallberg - Il gladiatore (Gladiator)
  - Keith A. Wester, John T. Reitz, Gregg Rudloff, David E. Campbell, Wylie Stateman, Kelly Cabral - La tempesta perfetta (The Perfect Storm)
  - Drew Kunin, Reilly Steele, Eugene Gearty, Robert Fernandez - La tigre e il dragone (Wo hu cang long)
- 2002
  - Andy Nelson, Anna Behlmer e Antony Gray - Moulin Rouge! (Moulin Rouge!)
  - Chris Munro, Per Hallberg, Michael Minkler, Myron Nettinga e Karen M. Baker - Black Hawk Down - Black Hawk abbattuto (Black Hawk Down)
  - John Midgley, Eddy Joseph, Ray Merrin, Graham Daniel e Adam Daniel - Harry Potter e la pietra filosofale (Harry Potter and the Philosopher's Stone)
  - David Farmer, Hammond Peek e Christopher Boyes - Il Signore degli Anelli - La Compagnia dell'Anello (The Lord of the Rings: The Fellowship of the Ring)
  - Andy Nelson, Anna Behlmer, Wylie Stateman e Lon Bender - Shrek (Shrek)
- 2003
  - Michael Minkler, Dominick Tavella, David Lee e Maurice Schell - Chicago (Chicago)
  - Tom Fleischman, Ivan Sharrock, Eugene Gearty, Philip Stockton - Gangs of New York
  - Randy Thom, Dennis Leonard, John Midgley, Ray Merrin, Graham Daniel e Rick Kline - Harry Potter e la camera dei segreti (Harry Potter and the Chamber of Secrets)
  - Ethan Van der Ryn e David Farmer - Il Signore degli Anelli - Le due torri (The Lord of the Rings: The Two Towers)
  - Jean-Marie Blondel Dean Humphreys e Gérard Hardy - Il pianista (The Pianist)
- 2004
  - Richard King, Doug Hemphill, Paul Massey e Art Rochester - Master and Commander - Sfida ai confini del mare (Master and Commander: The Far Side of the World)
  - Eddy Joseph, Ivan Sharrock, Walter Murch, Mike Prestwood Smith e Matthew Gough - Ritorno a Cold Mountain (Cold Mountain)
  - Michael Minkler, Myron Nettinga, Wylie Stateman e Mark Ulano - Kill Bill (Kill Bill: Vol. 1)
  - Ethan Van der Ryn,  Mike Hopkins e David Farmer - Il Signore degli Anelli - Il ritorno del re (The Lord of the Rings: The Return of the King)
  - Christopher Boyes, George Watters II, Lee Orloff, David Parker e David E. Campbell - La maledizione della prima luna (Pirates of the Caribbean: The Curse of the Black Pearl)
- 2005
  - Karen M. Baker, Per Hallberg, Steve Cantamessa e Scott Millan - Ray (Ray)
  - Philip Stockton, Eugene Gearty, Petur Hliddal e Tom Fleischman - The Aviator (The Aviator)
  - Elliott Koretz, Lee Orloff, Michael Minkler e Myron Nettinga - Collateral (Collateral)
  - Jing Tao e Roger Savage - La foresta dei pugnali volanti (Shi mian mai fu)
  - Paul N.J. Ottosson, Kevin O'Connell, Greg P. Russell e Jeffrey J. Haboush - Spider-Man 2 (Spiderman 2)
- 2006
  - Paul Massey, Doug Hemphill, Donald Sylvester e Peter F. Kurland - Quando l'amore brucia l'anima (Walk the Line)
  - David Evans, Stefan Henrix e Peter Lindsa - Batman Begins (Batman Begins)
  - Hammond Peek, Christopher Boyes, Mike Hopkins e Ethan Van der Ryn - King Kong (King Kong)
  - Joakim Sundström, Stuart Wilson, Mike Prestwood Smith e Sven Taits - The Constant Gardener - La cospirazione (The Constant Gardener))
  - Richard Van Dyke, Sandy Gendler, Adam Jenkins e Marc Fishman - Crash - Contatto fisico (Crash)
- 2007
  - Chris Munro, Eddy Joseph, Mike Prestwood Smith, Martin Cantwell e Mark Taylor - Casino Royale
  - José Antonio García, Jon Taylor, Christian P. Minkler e Martín Hernández - Babel (Babel)
  - Martín Hernández, Jaime Baksht e Miguel Ángel Polo - Il labirinto del fauno (El Laberinto del fauno))
  - Christopher Boyes, George Watters II, Paul Massey e Lee Orloff - Pirati dei Caraibi - La maledizione del forziere fantasma (Pirates of the Caribbean: Dead Man's Chest)
  - Chris Munro, Mike Prestwood Smith, Doug Cooper e Oliver Tarney - United 93 (United 93)
- 2008
  - Kirk Francis, Scott Millan, Dave Parker, Per Hallberg - The Bourne Ultimatum (The Bourne Ultimatum)
  - Danny Hambrook, Paul Hamblin,  Catherine Hodgson e Becki Ponting - Espiazione (Atonement)
  - Peter Kurland, Skip Lievsay, Craig Berkey e Greg Orloff - Non è un paese per vecchi (No Country for Old Men)
  - Christopher Scarabosio, Matthew Wood, John Pritchett, Michael Semanick e Tom Johnson - Il petroliere (There Will Be Blood)
  - Laurent Zeilig, Pascal Villard, Jean-Paul Hurier e Marc Doisne - La vie en rose (La vie en rose)
- 2009
  - Glenn Freemantle, Resul Pookutty e Richard Pryke - The Millionaire (Slumdog Millionaire)
  - Walt Martin, Alan Robert Murray, John Reitz e Gregg Rudloff - Changeling
  - Lora Hirschberg, Richard King, Ed Novick e Gary Rizzo - Il cavaliere oscuro (The Dark Knight)
  - Jimmy Boyle, Eddy Joseph, Chris Munro, Mike Prestwood Smith e Mark Taylor - Quantum of Solace
  - Ben Burtt, Tom Myers, Michael Semanick e Matthew Wood - WALL•E

### Anni 2010
- 2010
  - Ray Beckett e Paul N. J. Ottosson - The Hurt Locker (The Hurt Locker)
  - Christopher Boyes, Gary Summers, Andy Nelson, Tony Johnson e Addison Teague - Avatar
  - Brent Burge, Chris Ward, Dave Whitehead, Michael Hedges e Ken Saville - District 9
  - Peter J. Devlin, Andy Nelson, Anna Behlmer, Mark Stoeckinger e Ben Burtt - Star Trek
  - Tom Myers, Michael Silvers e Michael Semanick - Up

- 2011
  - Richard King, Gary A Rizzo, Ed Novick e Lora Hirschberg - Inception
  - Glenn Freemantle, Ian Tapp, Richard Pryke, Steven C Laneri e Douglas Cameron - 127 ore (127 Hours)
  - Ken Ishii, Craig Henighan e Dominick Tavella - Il cigno nero (Black Swan)
  - John Midgley, Lee Walpole e Paul Hamblin - Il discorso del re (The King's Speech)
  - Skip Lievsay, Craig Berkey, Greg Orloff, Peter F Kurland e Douglas Axtell - Il Grinta (True Grit)
- 2012
  - Tom Fleischman, Philip Stockton, Eugene Gearty, John Midgley - Hugo Cabret (Hugo)
  - Michael Krikorian, Gérard Lamps, Nadine Muse - The Artist
  - Adam Scrivener, James Mather, Stuart Wilson, Mike Dowson, Stuart Hilliker - Harry Potter e i Doni della Morte - Parte 2 (Harry Potter and the Deathly Hallows – Part 2)
  - Stephen Griffiths, Andy Shelley, Doug Cooper, Howard Bargroff, John Casali - La talpa (Tinker, Tailor, Soldier, Spy)
  - Stuart Wilson, Andy Nelson, Gary Rydstrom, Richard Hymns, Tom Johnson - War Horse
- 2013
  - Simon Hayes, Andy Nelson, Mark Paterson, Jonathan Allen, Lee Walpole, John Warhurst - Les Misérables
  - Mark Ulano, Michael Minkler, Tony Lamberti, Wylie Stateman - Django Unchained
  - Tony Johnson, Christopher Boyes, Michael Hedges (tecnico del suono)|Michael Hedges, Michael Semanick, Brent Burge, Chris Ward - Lo Hobbit - Un viaggio inaspettato (The Hobbit: An Unexpected Journey)
  - Stuart Wilson, Scott Millan, Greg P. Russell, Per Hallberg, Karen Baker Landers - Skyfall
  - Drew Kunin, Eugene Gearty, Philip Stockton, Ron Bartlett, D. M. Hemphill - Vita di Pi (Life of Pi)
- 2014
  - Glenn Freemantle, Skip Lievsay, Christopher Benstead, Niv Adiri e Chris Munro - Gravity
  - Richard Hymns, Steve Boeddeker, Brandon Proctor, Micah Bloomberg e Gillian Arthur - All Is Lost - Tutto è perduto (All Is Lost)
  - Chris Burdon, Mark Taylor, Mike Prestwood Smith, Chris Munro e Oliver Tarney - Captain Phillips - Attacco in mare aperto (Captain Phillips)
  - Peter Kurland, Skip Lievsay, Greg Orloff e Paul Urmson - A proposito di Davis (Inside Llewyn Davis)
  - Danny Hambrook, Martin Steyer, Stefan Korte, Markus Stemler e Frank Kruse - Rush
- 2015
  - Thomas Curley, Ben Wilkins e Craig Mann - Whiplash
  - Walt Martin (postumo), John T. Reitz, Gregg Rudloff, Alan Robert Murray e Bub Asman - American Sniper
  - Thomas Varga, Martin Hernández, Aaron Glascock, Jon Taylor e Frank A. Montaño - Birdman
  - Wayne Lemmer, Christopher Scarabosio e Pawel Wdowczak - Grand Budapest Hotel (The Grand Budapest Hotel)
  - John Midgley, Lee Walpole, Stuart Hilliker, Martin Jensen e Andy Kennedy - The Imitation Game
- 2016
  - Lon Bender, Chris Duesterdiek, Martin Hernandez, Frank A. Montaño, Jon Taylor, Randy Thom - Revenant - Redivivo (The Revenant)
  - Drew Kunin, Richard Hymns, Andy Nelson, Gary Rydstrom - Il ponte delle spie (Bridge of Spies)
  - Scott Hecker, Chris Jenkins, Mark Mangini, Ben Osmo, Gregg Rudloff, David White - Mad Max: Fury Road
  - Paul Massey, Mac Ruth, Oliver Tarney, Mark Taylor - Sopravvissuto - The Martian (The Martian)
  - David Acord, Andy Nelson, Christopher Scarabosio, Matthew Wood, Stuart Wilson - Star Wars - Il risveglio della Forza (Star Wars: The Force Awakens)
- 2017
  - Claude La Haye, Bernard Gariépy Strobl, Sylvain Bellemare – Arrival
  - Niv Adiri, Glenn Freemantle, Simon Hayes, Andy Nelson, Ian Tapp – Animali fantastici e dove trovarli (Fantastic Beasts and Where to Find Them)
  - Peter Grace, Robert Mackenzie, Kevin O’Connell, Andy Wright – La battaglia di Hacksaw Ridge (Hacksaw Ridge)
  - Mike Prestwood Smith, Dror Mohar, Wylie Stateman, David Wyman – Deepwater - Inferno sull'oceano (Deepwater Horizon)
  - Mildred Iatrou Morgan, Ai-Ling Lee, Steve A. Morrow, Andy Nelson – La La Land
- 2018
  - Richard King, Gregg Landaker, Gary A. Rizzo e Mark Weingarten – Dunkirk
  - Tim Cavagin, Mary H. Ellis e Julian Slater – Baby Driver - Il genio della fuga (Baby Driver)
  - Ron Bartlett, Doug Hemphill, Mark Mangini e Mac Ruth – Blade Runner 2049
  - Christian Cooke, Glen Gauthier, Nathan Robitaille e Brad Zoern – La forma dell'acqua - The Shape of Water (The Shape of Water)
  - Ren Klyce, David Parker, Michael Semanick, Stuart Wilson e Matthew Wood – Star Wars - Gli ultimi Jedi (Star Wars: Gli ultimi Jedi)
- 2019
  - John Casali, Tim Cavagin, Nina Hartstone, Paul Massey, John Warhurst - Bohemian Rhapsody
  - Mary H. Ellis, Mildred Iatrou Morgan, Ai-Ling Lee, Frank A. Montano, Jon Taylor - First Man - Il primo uomo (First Man)
  - Gilbert Lake, James H. Mather, Christopher Munro, Mike Prestwood Smith - Mission: Impossible - Fallout
  - Erik Aadahl, Michael Barosky, Brandon Procter, Ethan Van der Ryn - A Quiet Place - Un posto tranquillo (A Quiet Place)
  - Steve Morrow, Alan Robert Murray, Jason Ruder, Tom Ozanich, Dean Zupancic - A Star Is Born

### Anni 2020
- 2020
  - Scott Millan, Oliver Tarney, Rachael Tate, Mark Taylor, Stuart Wilson - 1917
  - David Acord, Andy Nelson, Christopher Scarabosio, Stuart Wilson e Matthew Wood - Star Wars - L'ascesa di Skywalker (Star Wars: The Rise of Skywalker)
  - Matthew Colinge, John Hayes, Mike Prestwood Smith e Danny Sheehan - Rocketman
  - David Giammarco, Paul Massey, Steve A. Morrow, Donald Sylvester - Le Mans '66 - La grande sfida (Ford v Ferrari)
  - Todd Maitland, Alan Robert Murray, Tom Ozanich e Dean Zupancic - Joker
- 2021
  - Jaime Baksht, Nicolas Becker, Phillip Bladh, Carlos Cortés e Michelle Couttolenc – Sound of Metal
  - Greyhound - Il nemico invisibile (Greyhound)
  - Michael Fentum, William Miller, Mike Prestwood Smith, John Pritchett e Oliver Tarney – Notizie dal mondo (News of the World)
  - Sergio Diaz, Zach Seivers e M. Wolf Snyder – Nomadland
  - Coya Elliott, Ren Klyce e David Parker – Soul
- 2022
  - Mac Ruth, Mark Mangini, Doug Hemphill, Theo Green e Ron Bartlett - Dune
  - Colin Nicolson, Julian Slater, Tim Cavagin, Dan Morgan - Ultima notte a Soho (Last Night in Soho)
  - James Harrison, Simon Hayes, Paul Massey, Oliver Tarney e Mark Taylor - No Time to Die
  - Erik Aadahl, Michael Barosky, Brandon Proctor e Ethan Van Der Ryn - A Quiet Place II (A Quiet Place: Part II)
  - Brian Chumney, Tod Maitland, Andy Nelson e Gary Rydstrom - West Side Story
- 2023[2]
  - Lars Ginzsel, Frank Kruse, Viktor Prášil e Markus Stemler - Niente di nuovo sul fronte occidentale (Im Westen nichts Neues)
  - Christopher Boyes, Michael Hedges, Julian Howarth, Gary Summers e Gwendolyn Yates Whittle - Avatar - La via dell'acqua (Avatar: The way of water)
  - Michael Keller, David Lee, Andy Nelson and Wayne Pashley - Elvis
  - Deb Adair, Stephen Griffiths, Andy Shelley, Steve Single e Roland Winke - Tár
  - Chris Burdon, James H. Mather, Al Nelson, Mark Taylor e Mark Weingarten - Top Gun: Maverick
- 2024[3]
  - Johnnie Burn e Tarn Willers - La zona d'interesse (The Zone of Interest)
  - Angelo Bonanni, Tony Lamberti, Andy Nelson, Lee Orloff e Bernard Weiser - Ferrari
  - Richard King, Steve Morrow, Tom Ozanich, Jason Ruder e Dean Zupancic - Maestro
  - Chris Burdon, James H. Mather, Chris Munro e Mark Taylor - Mission: Impossible - Dead Reckoning - Parte uno (Mission: Impossible - Dead Reckoning - Part One)
  - Willie Burton, Richard King, Kevin O'Connell e Gary A. Rizzo - Oppenheimer
- 2025[4]
  - Ron Bartlett, Doug Hemphill, Gareth John e Richard King - Dune - Parte due (Dune: Part Two)
  - John Casali, Paul Cotterell e James Harrison - Blitz
  - Stéphane Bucher, Matthew Collinge, Paul Massey e Danny Sheehan - Il gladiatore II (Gladiator II)
  - Valérie Deloof, Victor Fleurant, Victor Praud, Stéphane Thiébaut e Emmanuelle Villard - The Substance
  - Robin Baynton, Simon Hayes, John Marquis, Andy Nelson e Nancy Nugent Title - Wicked